# Controle judicial

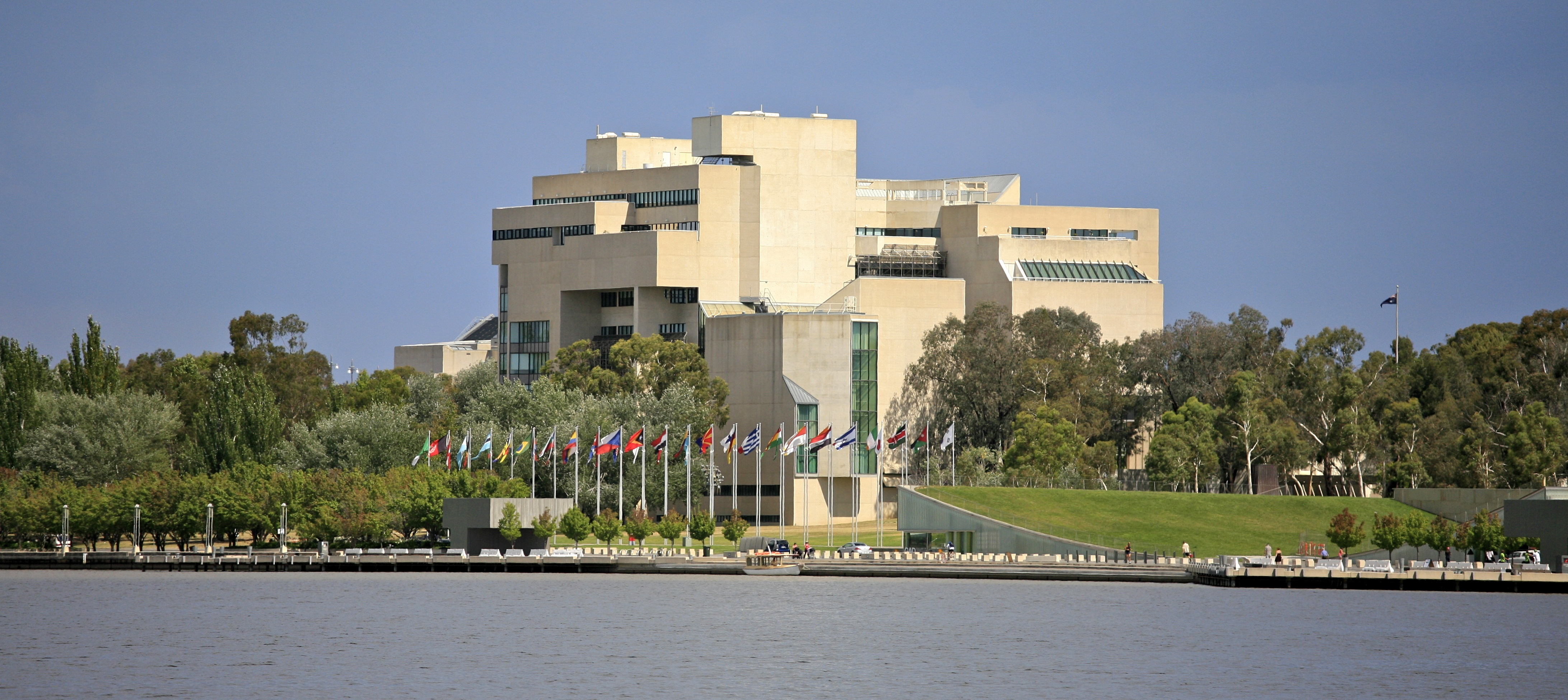
Tribunal Superior da Austrália

Controle judicial é o mecanismo pelo qual um ato administrativo pode ser declarado nulo pelo Poder Judiciário por infringir a Lei.

## Objeto do controle judicial
O controle judicial é limitado pela característica da discricionariedade que possuem alguns atos administrativos em alguns de seus elementos. Neste caso, ainda, o controle judicial pode incidir quando, na visão do controlador, o mérito administrativo extrapolar os limites relativos ao Princípio da Razoabilidade.

## Formas
São várias as formas de controle judicial, como o mandado de segurança, o mandado de injunção, o habeas corpus, o habeas data, a ação popular, a ação civil pública e as vias ordinárias.